# Orestes Caviglia
Pour les articles homonymes, voir Caviglia.
Orestes Caviglia (Buenos Aires, Argentine, 1893 — San Miguel de Tucumán, 1971) était un acteur et metteur en scène de théâtre et de cinéma argentin.
Issu d’une famille uruguayenne d’origine Italienne et d’esprit libéral, il entra de bonne heure en contact avec le théâtre et suivit une formation de comédien à Montevideo chez Giacinta Pezzana (it), qui préconisait un jeu naturel, à rebours du style déclamatoire alors en vogue. Il forma bientôt sa propre troupe composée de comédiens uruguayens et surtout argentins, avec laquelle il se produisit tant en Uruguay (où il introduisit le genre de la saynète), qu’en Argentine. Sa ténacité à ne pas céder aux pressions politiques lui vaudront quelques déboires de part et d’autre du Rio de la Plata. Il fut aussi acteur et réalisateur de cinéma et apparut à partir de 1936 dans plusieurs films appartenant à ce qu’il est convenu d’appeler l’« âge classique » du cinéma argentin.

## Jeunesse uruguayenne et débuts au théâtre
Ayant pour parents Virginia Cocchi et Clemente Caviglia, tous deux d’origine uruguayenne, Orestes Caviglia naquit pourtant, — contrairement à ses frères aînés et cadets, tous nés dans le pays de leurs parents —, à Buenos Aires, dans la rue Lorea (aujourd’hui rue Presidente Luis Sáenz Peña, non loin de la place homonyme). Il suivit l’enseignement primaire en Uruguay, chez les pères salésiens à Paysandú, puis poursuivit des études secondaires, sans toutefois les achever. Dès le jeune âge, il fut en contact avec le théâtre, se rendant en effet souvent, en compagnie de son père, qui était sculpteur et tailleur sur bois, aux représentations des grands artistes de l’époque. Dans sa famille, l’on se sentait très libéral, « très mazziniens », selon les dires de Caviglia lui-même, et son grand-père était « un merveilleux personnage, un rebelle pour qui théâtre et liberté étaient synonymes, deux termes inséparables ». À la maison était sans cesse évoquée la figure de l’acteur et patriote italien Gustavo Modena (it), grand maître du théâtre italien, de qui les disciples avaient nom Jacinta Pezzana, Adelaïde Ristori, Mateo Salvini, Ernesto Rossi, entre autres.
À partir de 1911, Orestes Caviglia suivit à Montevideo les cours de l’École expérimentale d’art dramatique codirigée par Giacinta Pezzana et Atilio Supparo (es). Nonobstant que sur les scènes de théâtre de cette époque prévalait le style de Sarah Bernhardt, caractérisé par une déclamation ampoulée, l’actrice italienne Pezzana privilégiait dans son académie un jeu naturel. Rêveuse, socialiste romantique, elle aspirait à créer un théâtre dont l’accès serait gratuit, afin que chacun pût s’y imprégner de l’idée que la liberté est la destinée de l’homme. Au sortir des cours de la journée, les élèves, qui percevaient de la part de l’État uruguayen une petite solde pour leur permettre de se vouer entièrement au théâtre, formaient une petite troupe ; parmi ses condisciples, seuls devaient ensuite s’engager pour de bon dans le métier de comédien, outre Caviglia lui-même, Gloria Ferrandiz (es) et Domingo Sapelli (es). Après le retour en Italie de Pezzana, Atilio Supparo constitua avec ses étudiants et avec des acteurs argentins, uruguayens et espagnols, une fort nombreuse compagnie théâtrale de quarante personnes, nommée Compañía Rioplatense de Comedias, comprenant acteurs et chanteurs, et où prédominaient les Argentins. Cette troupe, qui entreprit de monter des comédies, des saynètes et des spectacles musicaux, mit Caviglia en contact direct avec le théâtre national argentin, dont il acquit les habitudes de langage ; c’est par le biais de gens de théâtre venus de Buenos Aires, rompus au cirque et à la saynète, qu’il introduisit à Montevideo le genre de la saynète, qui y était jusque-là inconnu.

## Carrière en Argentine
En 1921 se produisit à Buenos Aires un conflit entre deux camps opposés d’acteurs, dont une des conséquences fut que les dissidents se virent contraints de mettre sur pied leurs propres compagnies et d’accomplir des tournées dans l’intérieur du pays. La troupe dont faisait partie la comédienne italienne Ilde Pirovano (es) s’était échouée à Venado Tuerto, dans la province argentine de Santa Fe, lorsque survint celle où officiait Orestes Caviglia ; il fut convenu de fusionner les deux troupes et de poursuivre la tournée en se dirigeant sur Rosario, où la nouvelle compagnie interpréta El viejo Hucha, du duo de dramaturges argentins Darthés (es) et Damel (es). Cette même année 1921, et dans la même ville, Ilde Pirovano et Oreste Caviglia contractèrent mariage et eurent dès l’année suivante leur fille Olga, qui allait plus tard étudier la dentisterie.
En 1927, Pascual Carcavallo embaucha Caviglia pour se produire au théâtre El Nacional à Buenos Aires, et il travailla ensuite sous la direction d’Armando Discépolo
Au début de la décennie 1930, il forma une coopérative de théâtre en association avec Ilde Pirovano, Milagros de la Vega (es), Carlos Perelli (es), Mario Soffici, Francisco Petrone (es), Fanny Brena (es), Sebastián Chiola (es) et Alberto Candeau (es). En 1933, cette coopérative entreprit de monter, à Montevideo, la première représentation de La cruz de los caminos de l’auteur uruguayen Justino Zavala Muniz, qui était alors député et sera plusieurs années plus tard, dans les années 1940, ministre, sénateur, conseiller d’État et fondateur en 1947 de la Comedia Uruguaya. Lorsqu’eut lieu en 1933 le coup d’État de droite de Gabriel Terra, Zavala s’engagea dans une vigoureuse opposition, ce qui lui vaudra de devoir s’exiler au Brésil deux ans plus tard, en 1935. Pour toutes ces raisons, l’on craignait des incidents au théâtre, et le ministre de l’Intérieur convoqua Caviglia et lui suggéra gentiment qu’il serait préférable de ne pas jouer cette première, mais les acteurs résolurent de passer outre. Quand, à la fin du troisième acte, Milagros de la Vega, soutenant dans ses bras le personnage principal mort, s’exclama : « D’où viendra l’homme que m’aidera à le soulever ? », une voix de stentor venant de la salle répliqua : « De Russie ! ». Cela déclencha un tumulte, un concert de sifflets et l’intervention de la police, et l’auteur dut s’éclipser par une porte au fond de la scène.
À Buenos Aires, en 1936, pendant la représentation au Théâtre Cómico de la pièce Las razas, qui comportait une vive attaque contre le nazisme — une scène se passant même dans la brasserie de Munich —, des extrémistes de droite se mirent en devoir de chahuter la pièce par un tapage répété ; certain jour, le chahut culmina dans un tumulte qui, sous forme d’invectives et de bagarres entre spectateurs, se prolongea du lever de rideau de 22 heures jusqu’à 5 heures du matin ; cependant, le théâtre ne fut pas fermé grâce à l’habileté du maire Mariano de Vedia y Mitre (es), et parce qu’une brigade spéciale de la police, déguisée en guichetiers et ouvreuses, sut empêcher l’incendie du théâtre qu’avaient projetée les trublions.
Caviglia fit ses premiers pas comme acteur de cinéma en 1936, dans le film Tararira (la bohemia de hoy) (es) de l’Argentin Benjamín Fondane, et en 1938 mit en scène sa première œuvre de cinéma, Con las alas rotas (es) (litt. Avec les ailes brisées). Il apparut dans plusieurs films de l’âge classique du cinéma argentin, tels que La cabalgata del circo en 1945 et Albergue de mujeres en 1946, et continuera de jouer dans différents films argentins jusqu’en 1950.

## Exil à Montevideo et retour en Argentine
En octobre 1950, tandis qu’était représentée au Teatro Astral la pièce américaine Prontuario (titre original Detective Story, de Sidney Kingsley (en), que Kirk Douglas devait porter à l’écran sous le titre d’Histoire de détective), arriva une note du sous-secrétariat à l’Information de la Présidence argentine, signée Raúl Apold, demandant l’adhésion « spontanée » de la troupe au régime de Perón et la requérant de soutenir la réélection de ce dernier,. Caviglia fut l’un de ceux qui refusèrent de signer, et figura donc désormais sur la liste des opposants au gouvernement, c’est-à-dire de ceux privés de toute possibilité de travailler en Argentine, raison pour laquelle il se vit contraint de s’exiler à Montevideo, d’où il se rendra clandestinement à Buenos Aires pour voir sa petite-fille.
En Uruguay, il fut engagé par la Comedia Nacional, institution théâtrale relevant de la municipalité de Montevideo, en vue de la mise en scène d’une série d’œuvres dramatiques, et remplira cet office pendant cinq ans. En 1956, après le renversement de Perón, il retourna en Argentine, où il fut nommé directeur de la Comedia Nacional Argentina, institution théâtrale officielle récemment créée et ayant son siège dans le Théâtre Cervantes de Buenos Aires. La première représentation réalisée sous sa direction, Facundo en la ciudadela, pièce du poète argentin Vicente Barbieri (es), eut lieu le 5 octobre 1956.
Durant son mandat à la tête du théâtre, il s’efforça de former une compagnie homogène et de mettre au point un répertoire raisonné. Parmi les nombreuses pièces de théâtre qui eurent alors leur représentation originale, on peut citer en particulier : Las aguas del mundo, de Samuel Eichelbaum (en) ; Los expedientes, de l’écrivain alors débutant Marco Denevi ; Asesinato en la catedral (Meurtre dans la cathédrale), de T. S. Eliot ; Don Juan, de Molière, dans une mise en scène de Jean Vilar, qui vint de France à Buenos Aires avec sa compagnie du Théâtre National Populaire ; Noche de Reyes (la Nuit des rois), de Shakespeare ; La casa de Bernarda Alba (la Maison de Bernarda Alba), de Federico García Lorca ; et El pan de la locura, de Carlos Gorostiza, mise en scène par Caviglia lui-même.
La saison 1960 s’ouvrit en avril avec Locos de verano de Gregorio de Laferrère, mis en scène par Armando Discépolo. En juillet, l’œuvre de George Bernard Shaw, Hombre y superhombre (Homme et surhomme), provoqua un conflit entre Caviglia et les autorités politiques nationales, parce que le théâtre avait proposé Inda Ledesma dans le rôle principal et, ce faisant, l’intégrait de fait dans la Comedia Argentina. Le désaccord fut suivi de la démission non seulement de Caviglia, mais aussi de tout le comité de direction. Héctor Blas González, titulaire du portefeuille de la culture dans le gouvernement d’Arturo Frondizi, le manda dans son bureau et lui représenta « qu’il était opposé à la censure, mais qu’il défendrait, en tant que citoyen et fonctionnaire, les institutions qui font l’essence de notre pays et la culture de l’Occident », dans une allusion claire aux positions idéologiques d’Inda Ledesma. Caviglia racontera plus tard qu’il lui rétorqua alors qu’« il n’eût pas à se faire de souci, car Shaw se contentait de défendre seulement les idéaux de l’Occident, qui sont ceux de la liberté », et ajoutera : « je m’en suis allé, et avec moi Inda Ledesma, Ernesto Bianco (es), Milagros de la Vega (es), Jorge Rivera López, Violeta Antier (es), Lalo Hartich (es) et d’autres, pour fonder Gente de Teatro Asociada, de vie brève mais de mémoire longue ».

## Filmographie

### En tant qu’acteur
- El octavo infierno (1964)
- Paula cautiva (1963)
- El jefe (1958)
- El cielo en las manos (1950)
- De padre desconocido (1949)
- La cuna vacía (1949)
- Nace la libertad (1949)
- Pelota de trapo (1948)
- Tierra del Fuego (1948)
- Nunca te diré adiós (1947)
- Albergue de mujeres (1946)
- Rosa de América (1946)
- La cabalgata del circo (1945)
- Su mejor alumno (1944)
- Casa de muñecas (1943)
- Malambo (1942)
- En el viejo Buenos Aires (1942)
- La maestrita de los obreros (1941)
- Una vez en la vida (1941)
- Huella (1940)
- Cita en la frontera (1940)
- El pobre Pérez (1937)
- Viento Norte (1937)
- Melgarejo (1937)
- Cadetes de San Martín (1937)
- Palermo (1937)
- Una porteña optimista (1937)
- Tararira (la bohemia de hoy) (1936)

### En tant que réalisateur
- Mis cinco hijos (1948)
- Al toque de clarín (1941)
- Hay que casar a Ernesto (1941)
- Pueblo chico, infierno grande (1940)
- El matrero (1939)
- Con las alas rotas (1938)

### En tant que superviseur
- El cielo en las manos (1950)

### En tant que scénariste
- El matrero (1939)

### Rôles à la télévision
- Los acosados (1960)